# Effet Seebeck
Pour les articles homonymes, voir Seebeck.

Effet Seebeck utilisé dans un pyromètre (appareil de mesure physique de hautes températures) fabriqué a partir de la mise en série de thermocouples (ici trois thermocouples cuivre / fer).

Un circuit thermoélectrique composé de matériaux de différents coefficients Seebeck (souvent deux semi-conducteurs dopés p et n), configuré comme un générateur thermoélectrique. Si la résistance de charge en bas est remplacée par un voltmètre, le circuit fonctionne alors comme un thermocouple détectant la température.

L’effet Seebeck est un effet thermoélectrique, par lequel une différence de potentiel apparaît à la jonction de deux matériaux soumis à une différence de température. On peut ainsi, dans un circuit constitué de différents matériaux étant à la fois des conducteurs électriques et thermiques, produire une source de tension à partir d'un gradient de température.
Le processus étant réversible, il est possible de produire un gradient de température à partir d'une tension électrique dans le même type de circuit, c'est-à-dire produire du froid d'un coté tout en réchauffant l'autre, suivant le sens du courant appliqué. Il s'agit de l'effet Peltier.

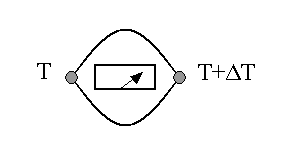
Expérience de Seebeck.

Ce phénomène physique est découvert en 1787 par Alessandro Volta et redécouvert par le physicien allemand Thomas Johann Seebeck en 1821. Ce dernier remarque que l'aiguille d'une boussole est déviée lorsqu’elle est placée entre deux conducteurs de natures différentes et dont les jonctions ne sont pas à la même température T (voir figure). Il explique alors ce phénomène par l’apparition d’un champ magnétique, et croit ainsi fournir une explication à l'existence du champ magnétique terrestre. Ce n’est que bien plus tard que fut comprise l’origine électrique du phénomène. La découverte de l'effet inverse sera faite en 1834 par le physicien Jean-Charles Peltier.
L’utilisation la plus connue de l’effet Seebeck est la mesure de température à l’aide de thermocouples. Cet effet est également à la base de la génération d'électricité par effet thermoélectrique.

## Principes

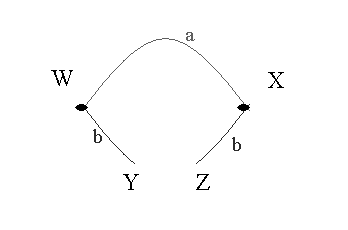
Montage thermoélectrique de base.

La figure ci-contre montre le circuit thermoélectrique de base. Deux matériaux conducteurs de natures différentes a et b sont reliés par deux jonctions situées aux points X et W. Dans le cas de l’effet Seebeck, une différence de température dT est appliquée entre W et X, ce qui entraîne l’apparition d’une différence de potentiel dV entre Y et Z.
En circuit ouvert, le coefficient Seebeck du couple de matériaux, Sab, ou pouvoir thermoélectrique, est défini par :
{\displaystyle S_{ab}={\frac {dV}{dT}}={\frac {V_{Y}-V_{Z}}{T_{W}-T_{X}}}\,}
Si pour TW > TX la différence de potentiel est telle que VY > VZ, alors Sab est positif.
Le coefficient Seebeck de chacun des matériaux est lié au coefficient du couple par la relation :
{\displaystyle S_{ab}=S_{b}-S_{a}\,}
Le coefficient Seebeck s'exprime en V.K-1 (ou plus généralement en µV.K-1 au vu des valeurs de ce coefficient dans les matériaux usuels).
William Thomson (Lord Kelvin) a montré que le coefficient Seebeck est lié aux coefficients Peltier et Thomson selon :
{\displaystyle \Pi _{ab}=S_{ab}T\,}
{\displaystyle \tau _{a}=T{\frac {dS_{a}}{dT}}\,}
où Πab est le coefficient Peltier du couple, T est la température (en kelvins) de la jonction considérée, et τa le coefficient Thomson d'un des matériaux.

## Mesure du coefficient Seebeck
Dans la pratique, le coefficient Seebeck ne peut être mesuré que pour un couple de matériaux. Il est donc nécessaire de disposer d'une référence. Ceci est rendu possible par la propriété des matériaux supraconducteurs d’avoir un coefficient Seebeck S nul. En effet, l’effet Seebeck est lié au transport d’entropie par les porteurs de charge au sein du matériau (électrons ou trous), or ils ne transportent pas d’entropie dans l’état supraconducteur. Historiquement, la valeur de Sab mesurée jusqu’à la température critique de Nb3Sn (Tc=18 K) pour un couple Pb-Nb3Sn permit d’obtenir SPb jusqu’à 18 K. La mesure de l’effet Thomson jusqu’à la température ambiante permit ensuite d’obtenir SPb sur toute la gamme de température, ce qui fit du plomb un matériau de référence.

### Dispositif expérimental
Le principe de la détermination du coefficient Seebeck repose sur la détermination d'une différence de potentiel induite par une différence de température connue (voir schéma).

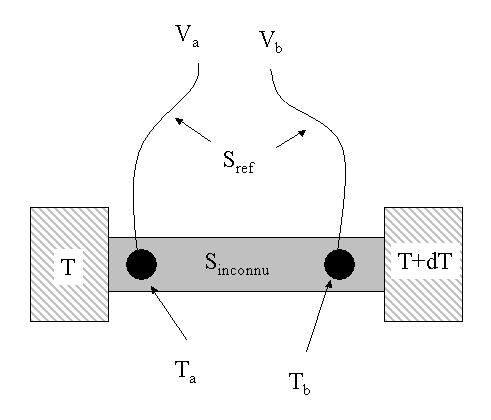
Exemple de dispositif de mesure de coefficient Seebeck.

Un échantillon dont le coefficient Seebeck est inconnu (Sinconnu) est fixé entre un bain thermique à la température T, qui évacue de la chaleur, et une chaufferette à la température T+dT qui fournit de la chaleur à l'échantillon. Celui-ci est donc soumis à un gradient de température, et une différence de potentiel apparaît.
Deux thermocouples de même nature, généralement un alliage or+fer, du chromel ou du constantan, dont le coefficient Seebeck est connu (Sref) sont fixés sur l'échantillon aux points a et b. Ces thermocouples permettent à la fois de mesurer les potentiels Va et Vb et les températures Ta et Tb. Le coefficient Seebeck du matériau est alors obtenu par la relation :
{\displaystyle S_{inconnu}=S_{ref}-{\frac {V_{a}-V_{b}}{T_{a}-T_{b}}}\,}

### Coefficient Seebeck de quelques métaux
Le tableau ci-dessous donne les valeurs du coefficient de Seebeck de quelques métaux et alliages les plus communs à température ambiante. Ces valeurs sont relatives au coefficient de Seebeck du platine, qui vaut −5 µV/K à température ambiante. Cela s'explique par le fait que le coefficient de Seebeck d'un matériau se mesure expérimentalement par rapport à celui d'un autre matériau, qui est souvent le platine, choisi comme référence.
| Métal      | Coefficient de Seebeck µV/K |
| ---------- | --------------------------- |
| Antimoine  | 47                          |
| Nichrome   | 25                          |
| Fer        | 19                          |
| Molybdène  | 10                          |
| Cadmium    | 7,5                         |
| Tungstène  | 7,5                         |
| Or         | 6,5                         |
| Argent     | 6,5                         |
| Cuivre     | 6,5                         |
| Rhodium    | 6,0                         |
| Tantale    | 4,5                         |
| Plomb      | 4,0                         |
| Aluminium  | 3,5                         |
| Carbone    | 3,0                         |
| Mercure    | 0,6                         |
| Platine    | 0 (référence)               |
| Sodium     | -2,0                        |
| Potassium  | -9,0                        |
| Nickel     | -15                         |
| Constantan | -35                         |
| Bismuth    | -72                         |

## Production thermoélectrique
Il est possible de produire des matériaux thermoélectriques qui convertissent de la chaleur en thermoélectricité sans pièces mécaniques ni mouvement. Mais jusqu'à récemment, le potentiel de production électrique était si faible qu'il n'était pas considéré comme rentable à grande échelle ou pour des productions importantes. On estime généralement son rendement (rapport entre énergie électrique récupéré et l'énergie thermique fournie), calculé à partir des coefficients Seebeck individuel des deux matériaux, à 10 %. Il était réservé aux coûteuses piles atomiques des sondes spatiales, fonctionnant à très basses températures dans le vide spatial (−120 °C pour la face non exposée d'un satellite), ou pour alimenter de petits « moteurs » silencieux.
En 2015, des travaux de recherche universitaires laissent entrevoir de rendements bien plus importants grâce à l’utilisation de certains oxydes présentant de très bons coefficients de conversion énergétique, qui sont en outre résistants à la chaleur et non toxiques. Des tests ont permis d'obtenir des valeurs de thermoélectricité négatives record de l'ordre de 104 à 105 µV/K à basse température (4,2 K). Dans le futur, des machines thermiques, moteurs de voitures ou processeurs d'ordinateurs pourraient convertir en électricité la chaleur qu'ils dissipent.
Parmi les substances testées (qui doivent aussi présenter certaines caractéristiques en matière de conductivité thermique et conductivité électrique) figurent aussi les chalcogénures et oxydes de molybdène et surtout deux oxydes, LaAlO3 et SrTiO3. Selon Jean-Marc Triscone (de l'UNIGE), « d'une façon aussi surprenante, elles nous indiquent la présence d'électrons piégés dans le matériau », un état électronique depuis longtemps recherché, mais jamais observé, précise Daniele Marré (de l'Université de Gênes et associé au CNR-SPIN). Un modèle théorique d'interprétation de ce comportement des atomes a été développé.
Une application envisageable concerne les zones isolées du réseau de distribution ; l'électricité pourrait alors être produite par un poêle à bois équipé d'un générateur thermoélectrique. Cette solution serait plus fiable que des panneaux solaires. Des modules thermoélectriques à placer entre la plaque de cuisson et une casserole sont commercialisés.

## Effet réciproque: effet Peltier
Le principe inverse, appelé effet Peltier, permet par exemple à de mini-réfrigérateurs ou à des modules électroniques de générer du froid à partir d'une tension électrique.